# Jürgen Bevers
Hans-Jürgen Bevers (* 23. November 1946 in Krefeld; † 25. März 2019 in Köln) war ein deutscher Journalist und Hörspielautor.

## Leben und Wirken
Bevers studierte nach dem Abitur 1966 Jura in Köln und legte 1973 die Erste juristische Staatsprüfung ab. Das anschließende Studium der Medienwissenschaften, Literaturwissenschaft und Kunstgeschichte in Köln und Osnabrück schloss er 1980 mit dem Magisterexamen ab. Von 1981 bis 1985 war er Chefredakteur und Produzent des Kölner Stadtmagazins Schauplatz. Danach arbeitete er als freier Rundfunkjournalist.
Seit 1976 veröffentlichte Bevers Film- und Fernsehkritiken in Magazinen, Zeitungen und Zeitschriften. Er arbeitete als Berichterstatter für Kulturmagazine im Hörfunk und für Fernsehproduktionen, u. a. die Tagesschau, den ARD-Brennpunkt, das ARD-Morgenmagazin, Kontraste, West ART, den Kulturweltspiegel, Monitor und das ARTE-Magazin Metropolis.
In Zusammenarbeit mit Klaus Kreimeier schrieb Bevers mehrere Hörspiele. 2006 führte er Regie im Dokumentarfilm Wenn das Eis schmilzt. Im Ch. Links Verlag erschien 2009 sein Buch Der Mann hinter Adenauer über den NS-Juristen und späteren Staatssekretär im Kanzleramt Adenauers Hans Globke (ISBN 978-3-86153-518-8). Für Alltag made in USA – 50 Jahre Amerikanisierung in Deutschland erhielt er 1996 den Ersten Preis beim Radio-, TV- und Neue-Medien-Preis in der Kategorie Fernsehpreis.

## Hörspiele
- 1988: Mit den Co-Autoren Klaus Kreimeier und Josef Schnelle: Der Kopf muß weg – Regie: Klaus-Dieter Pittrich (Original-Hörspiel, Kriminalhörspiel – WDR)
- 1989: Mit Co-Autor Klaus Kreimeier: Das Gespenst der Freiheit oder Max der Bruchpilot. Politische Revue in 6 Teilen – Regie: Ulrich Heising (Hörspiel – SWF/RB)
  - 1. Teil: Revolution ist das Zwinkern des Augenblicks
  - 2. Teil: Eine Welt, zwei oder drei
  - 3. Teil: Die Freiheit einer Frau
  - 4. Teil: Wem gehört die Fabrik
  - 5. Teil: In Stahlgewittern
  - 6. Teil: Freizeit statt Freiheit